# Skulpturen im Park

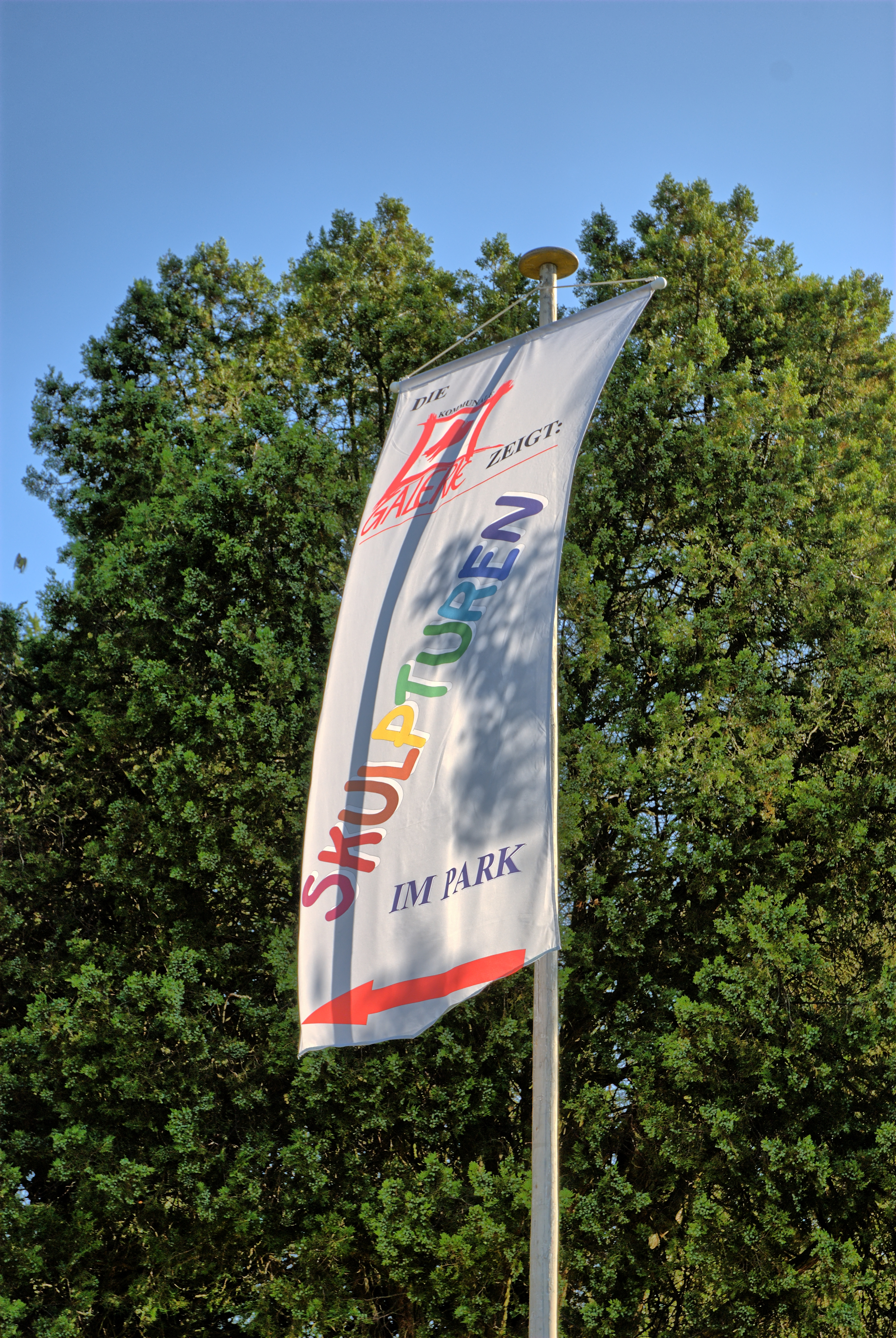
Fahne der Skulpturen im Park

Skulpturen im Park (seit einigen Jahren auch Skulpturenpark Mörfelden-Walldorf genannt) ist eine Freiluftausstellung von Skulpturen, die jedes Jahr im Sommer in der Stadt Mörfelden-Walldorf (Kreis Groß-Gerau) stattfindet. Zu sehen sind die Kunstwerke während dieser Zeit in der Parkanlage am Bürgerhaus Mörfelden (Parkstraße) mit seinem alten Baumbestand. Im Lauf ihres Bestehens stellten sowohl arrivierte als auch jüngere Künstler hier ihre Werke aus. Zu den Teilnehmern zählten u. a. Werner Pokorny, E. R. Nele, Vera Röhm, Ottmar Hörl, Reinhard Buxel, Gotthelf Schlotter und Kai Richter.
Der Skulpturenpark zeigt zumeist eine bunte Mischung aus figurativer Kunst, abstrakter Kunst, Objekten und Installationen. Klassische Bildhauerei in Stahl und Bronze ist in der Regel ebenso vertreten wie Werke aus Holz, Keramik und Stein. Ungewöhnlichere Materialien wie Bambus, Beton oder Nylonstrumpfhosen verweisen auf Ausdrucksformen der Skulptur der Gegenwart. Die Vernissage zählt jedes Jahr mehrere hundert Besucher aus der Region.

## Preis
Der Wettbewerb Skulpturen im Park prämiert jedes Jahr einen Künstler mit einem Preis.
Mit dem Preis ist eine Einzelausstellung in der Kommunalen Galerie Mörfelden-Walldorf im Folgejahr verbunden. Die Jury besteht aus zwei Galeristen sowie zwei Künstlern aus Frankfurt am Main bzw. Mörfelden-Walldorf. Die Jury wählt auch im Vorfeld aus den Bewerbungen die teilnehmenden Künstler aus.
Seit dem Jahr 2019 heißt der Jury-Preis Otto-Schaffner-Preis – zu Ehren von Otto Schaffner, dem Mitbegründer der „Skulpturen im Park“, der im Juli 2019 verstarb.

## Rahmenprogramm
Begleitet wird die Skulpturenausstellung jeweils durch ein umfangreiches Rahmenprogramm, das mal Klappstuhllesungen, mal ein Kinderkunstwochenende mit Bildhauerworkshops für Kinder, mal abendliche Performances und natürlich Führungen umfasst.

## Ausrichter und Förderung
Die Veranstaltung wird von der ehrenamtlich geleiteten Kommunalen Galerie Mörfelden-Walldorf sowie von der Stadt Mörfelden-Walldorf in Zusammenarbeit mit dem Landesverband der Galerien in Hessen und Rheinland-Pfalz ausgerichtet. Gefördert wird Skulpturen im Park vom Kultursommer Südhessen e. V., einem Zusammenschluss von fünf südhessischen Kreisen (Bergstraße, Darmstadt-Dieburg, Groß-Gerau, Odenwald, Offenbach) und der Wissenschaftsstadt Darmstadt, der kulturelle Veranstaltungen in der Region fördert.

## Geschichte
Die Skulpturenpark der Stadt Mörfelden-Walldorf wurde 1998 initiiert von den Künstlerinnen Kathrin Gordan (Frankfurt am Main), E. R. Nele (Darmstadt) und dem Künstler Otto Schaffner (Mörfelden-Walldorf). Er zählt damit – neben den Blickachsen in Bad Homburg – zu den ältesten regelmäßigen Skulpturenausstellungen in Deutschland.

## Skulpturenpark 2025

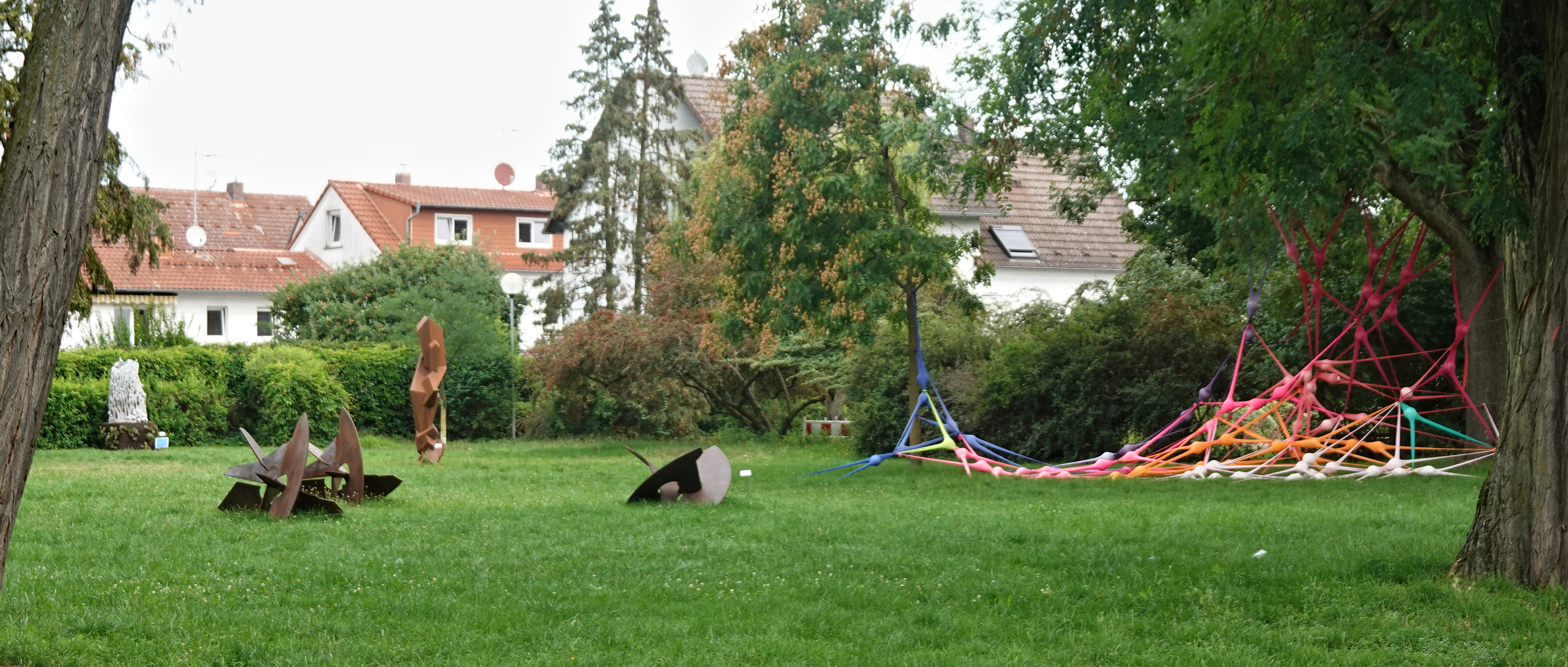
Skuplturen im Bürgerpark Mörfelden 2025

Der 27. Skulpturenpark wurde am 20. Juli 2025 eröffnet und wird am 7. September 2025 wieder schließen. Ausstellungsort der zeitgenössischen Skulpturen ist wie in den Vorjahren der Bürgerpark in Mörfelden-Walldorf an der Parkstraße.

## Skulpturenpark 2024
Der 26. Ausgabe der Open-Air-Ausstellung im Bürgerpark Mörfelden, am 28. Juli 2024 eröffnet, zeigte zeitgenössische Objektkunst, Skulpturen und installative Arbeiten, die sich mit Wahrnehmung, Kommunikation, Verortung oder Spurensuche beschäftigen. Die teilnehmenden Künstler waren: Hildegard Büchner, Theresa Büchner, Cornelia F. Ch. Heier, Ina Holitzka, Yasuaki Kitagawa, Faxe M. Müller, Katrin Paul, Felix Rombach, Daniel Gregori Stern und Ivan Zubarev. Führungen, ein Kunst-Workshop für Kinder, ein Künstlergespräch sowie eine Tanz-Performance begleiteten die Ausstellung. Am 1. September endete der Skulpturenpark 2024 mit einer Finissage und Preisverleihung. 
Mit dem Otto-Schaffner-Preis wurde dieses Jahr Yasuaki Kitagawa, Lehrbeauftragter an der Städelschule, Frankfurt am Main, für seine Werke „Skyscraper“ und „Tokyo“ ausgezeichnet. Der Publikumspreis ging an Faxe M. Müller aus Jossgrund, Spessart, für seine raumgreifende Skulptur „KK_444_Grad“. In einem digitalen 3-D-Prozess entwickelt der Stahlbildhauer eine Formensprache aus „Keilkörpern“ – langgezogenen und sich verjüngenden Bändern aus Cortenstahl mit quadratischem Querschnitt, die zu filigranen Schlingen und Knäueln verdreht sind.

## Skulpturenpark 2023
Der 25. Skulpturenpark fand vom 9. Juli bis 3. September 2023 statt. Anlässlich des 25. Jubiläums zeigten Preisträger der vergangenen 24 Jahre aktuelle Arbeiten: Elvira Chevalier, Edgar Diehl, Christiane Erdmann, Armin Göhringer, Kathrin Gordan, Pia Grambart-Delalic, Stephan Guber, Christine Hach, Jürgen Heinz, Ottmar Hörl, Ingrid B. Honneth, Christoph Jakob, Hans-Michael Kissel, Herbert Mehler, E. R. Nele, Marco Poblete, Roger Rigorth, Vera Röhm, Ortrud Sturm, Elizabeth Thallauer, Maximilian Verhas und Peter Weber. Zum Begleitprogramm zählten Musik-, Tanz-, Theater- und Kurzfilmveranstaltungen und vieles mehr.

## Skulpturenpark 2022
Zum 24. Mal verwandelte sich 2022 der Bürgerpark der Stadt in eine Open-Air-Ausstellung. Gezeigt wurden in diesem Jahr Objektkunst, Skulpturen und installative Arbeiten von neun Künstlern unterschiedlicher Generationen: Arhun Aksakal, Winfried Becker, Christoph Jakob, Faxe M. Müller, Ghaku Okazaki, Anna Schimkat, Catharina Szonn, Martin Wenzel und Matthias Will. Die Ausstellung war vom 17. Juli bis 11. September 2022 zu besichtigen, ergänzt um ein vielfältiges Begleitprogramm.
Der Otto-Schaffner-Preis wurde dem Steinbildhauer Christoph Jakob, der mit den Werken „Reihung“ und „boulderland“ aus Basalt und Corten-Stahl teilnahm, verliehen. Arhun Aksakal, Student der Städelschule, Frankfurt am Main, wurde der Publikumspreis zuteil für seine Installation „Eorpus“ – eine zwischen zwei Baumstämme eingespannte Figur aus mit Silber-Pigment beschichtetem Acrylglas, die zugleich ihre Umgebung widerspiegelt und durchsichtig ist.

## Skulpturenpark 2021
Die 23. Ausgabe der Open-Air-Ausstellung fand vom 4. Juli bis 29. August 2021 im Stadtpark am Bürgerhaus Mörfelden statt. Die Jury hatte zehn bildende Künstler aus dem breiten Spektrum der zeitgenössischen Skulptur, Installation und Objektkunst ausgewählt. Schrift und Alltag, klassische abstrakte und figurative Skulptur und Plastik sowie partizipative Werke wurden im Park gezeigt. Im Fokus der diesjährigen Ausstellung standen Alltagsmaterialien sowie Metall und Holz. Die Teilnehmer waren: Sascha Boldt, Jens Grundschock, Nicole Jänes, Ulrich Jung, Dieter Oehm, Katrin Paul, Wanda Pratschke, Tanja Röder, Petra Scheibe-Teplitz und Maximilian Verhas.
Unter den zahlreichen Veranstaltungen rund um die Ausstellung stieß insbesondere die Performance something IN BETWEEN der Tanzkompanie ARTODANCE zwischen den Skulpturen im Park auf positive Resonanz.
Der Otto-Schaffner-Preis der Jury wurde im Rahmen der Finissage an Maximilian Verhas verliehen, seine beiden Arbeiten Torture Yourself und Großer Symmetron stünden für das Spannungsfeld zwischen der dunklen und der lichten Seite des Menschen. Der Publikumspreis ging an Nicole Jänes für ihre Installation aus bunten Strumpfhosen und Hula-Hoop-Reifen, die – hoch in den Bäumen installiert – von allen Seiten faszinierende Anblicke und Durchblicke bot.

## Kunst im Park 2020
Die jährliche Skulpturenausstellung zu den in diesem Jahr eingegangenen Bewerbungen wurde wegen der Corona-Pandemie mit Jury-Auswahl, Begleitprogramm und Preisverleihung auf das Jahr 2021 verschoben.
Stattdessen zeigte die Kommunale Galerie Mörfelden-Walldorf und der Förderverein Skulpturenpark vom 12. Juli bis 13. September im Bürgerpark die Ausstellung „Kunst im Park“, zu der frühere Teilnehmer der „Skulpturen im Park“ eingeladen waren. Auch Arbeiten des Spiritus Rector der Ausstellungsreihe, Otto Schaffner, waren zu sehen.

## Skulpturen im Park 2019
Die 22. Ausgabe der Open-Air-Ausstellung fand vom 28. Juli bis 1. September 2019 statt. Die zehn von der Jury ausgewählten bildenden Künstler repräsentierten mit ihren künstlerischen Positionen ein breites Spektrum zeitgenössischer Skulptur, Installation und Objektkunst. Die verwendeten Materialien reichten dabei von Corten-Stahl über Beton bis hin zu Kunststofffolie. Die Ausstellenden entstammten mehreren Generationen, es fanden sich darunter Studierende ebenso wie international renommierte Künstler. Die Teilnehmer waren: Felicithas Arndt, Edgar Diehl, Gertraud Hasselbach, Steve Johnson, Xue Liu, Faxe M. Müller, Stefan Pinl, Thomas Reifferscheid, Felix Cornelius Rombach, Katrin Trost.
Mit dem Otto-Schaffner-Preis wurde Edgar Diehl ausgezeichnet. Sein drei Meter hohes Objekt Hemingways Koffer besteht aus gelochtem Stahlblech. Es ist nicht nur „eine Schule des Sehens, sondern auch eine Schule des Gehens“. Der Publikumspreis ging an Faxe M. Müller, der u. a. eine drehbar gelagerte, verschlungene Form aus Corten-Stahl zeigte.

## Skulpturen im Park 2018
Für die 21. Skulpturenausstellung vom 29. Juli bis 2. September 2018 wurden elf künstlerische Positionen ausgewählt, die das breite Spektrum zeitgenössischer Skulptur- und Objektkunst vertreten. Zu klassischen Materialien wie Holz und Metall treten „kunstferne“ wie Kunststoffrohr, Hula-Hoop-Reifen, Videokassettenband oder Erde. Die Teilnehmer waren: Manfred Emmenegger-Kanzler, Christiane Erdmann, Peter Helmstetter, Ernst Günter Herrmann, Paul Hirsch, Wulf Kirschner, Robert Kögel, Jaewon Park, Lothar Steckenreiter, Elizabeth Thallauer, Heide Weidele.
Mit dem 1. Preis der Jury wurde Wulf Kirschner für seine Arbeit Neun Prismen ausgezeichnet. Sie erinnerten mit den applizierten Schweißnähten in poetischer Weise an Schriftzeichen oder Notenblätter, so Christine Rother in ihrer Laudatio. Elizabeth Thallauer wurde der Publikumspreis zuteil für ihre Kreuzung aus Videokassettenbändern, die im Wind visuelle Effekte und Geräusche erzeugten.

## Skulpturen im Park 2017
Bei der 20. Skulpturenausstellung vom 30. Juli bis 3. September 2017 standen Künstler einer zumeist jüngeren Generation – Absolventen und Noch-Studierende der renommierten Akademien und Hochschulen in Frankfurt („Städelschule“), Offenbach („HfG“), Düsseldorf, Karlsruhe und Nürnberg – im Zentrum. Die teilnehmenden Künstler waren: Jules Andrieu, Lars Karl Becker, Merja Herzog-Hellstén, Isabell Hofmann, Peter Müller, Emilia Neumann, Marco Poblete Young, Felix Cornelius Rombach, Waldemar Scheck, Lukas Sünder.
Mit dem 1. Preis der Jury wurde in diesem Jahr Marco Poblete Young ausgezeichnet; seine Gebirgssilhouette, eine 4 m hohe, begehbare Holzkonstruktion, wollte den Betrachter in ihrem Inneren Innen und Außen, Enge und Weite erfühlen lassen. Der Publikumspreis ging an Felix Cornelius Rombach für sein 3,50 m hohes Portal, das Stahlfundstücke in eine organische Form transformierte.

## Skulpturen im Park 2016
Die 19. Skulpturenausstellung im Bürgerpark fand vom 7. August bis 11. September 2016 statt. Die teilnehmenden Künstler waren: Jules Andrieu, Elvira Chevalier, Jan Douma, Ulrike Gölner, Cornelia Heier, Margret Holz, Thomas Matt, Markus Schmitt, Achim Schroeteler, Franz Stähler, Elizabeth Thallauer, Georg-Friedrich Wolf.
Den Jury-Preis erhielt Ulrike Gölner für ihre Holzskulpturen, in denen sich auf besondere Weise die Vorzüge des Holzes mit organischen (Natur-)Vorbildern verbänden. Der Publikumspreis wurde Achim Schroeteler zuteil, der mit zwei Arbeiten aus „armen Materialien“, Styropor und Holzlatten, vertreten war.

## Skulpturen im Park 2015
Die 18. Skulpturenausstellung im Bürgerpark fand vom 2. August bis 6. September 2015 statt. Die teilnehmenden Künstler waren: Beate Debus, Reinhard Grütz, Guido Häfner, Jürgen Heinz, Ingrid Hornef, Yoonsun Kim, Edeltraud Klement, Emilia Neumann, Monika Ortmann, Thomas Putze, Karl Manfred Rennertz, A. Vietz.
Als Gäste nahmen Marion Dörre und das Atelier Eastend teil.
Der Jury-Preis ging an Jürgen Heinz für seine schweren Stahlskulpturen, die sich mit der Hand in eine zarte Schwingungsbewegung versetzen lassen. Das Publikum prämierte die fröhlich-bunten Tonplastiken und Springbrunnen des Atelier Eastend, ein Projekt der IB-Behindertenhilfe Frankfurt.

## Skulpturen im Park 2014
Die 17. Skulpturenausstellung stand unter dem Motto „Kräftespiele“, sie fand statt vom 3. August bis 7. September 2014. Die teilnehmenden Künstler waren: Michael Ernst, Michael Hischer, Filipe Mirante, Heide Weidele, Armin Göhringer, Sonja Edle von Hoeßle, Eckart Steinhauser, Matthias Will, Gertraud Hasselbach, Robert Kögel, Daniel Stern, Paul Hirsch, Kirsten Kötter, Günter Wagner. Den Preis der 17. Skulpturenausstellung teilen sich Matthias Will, Eckart Steinhauser und Michael Ernst. Filipe Mirante wurde der Publikumspreis zuteil.

## Skulpturen im Park 2013
Die 16. Skulpturenausstellung vom 28. Juli bis 1. September 2013 stand anlässlich des Georg-Büchner-Gedenkjahres unter dem Motto „Mir wird ganz Angst um die Welt, wenn ich an die Ewigkeit denke“ (aus dem Drama Woyzeck). Figurative Werke wie auch abstrakte Formen aus Stein, Glas, Kunststoff, Metall oder Holz oder auch die Lachbank des Künstlerduos CaBri – eine Parkbank, die in vielen Varianten zu lachen beginnt, sobald man sich setzt – repräsentierten das Spektrum der zeitgenössischen Bildhauerei und Objektkunst. Die teilnehmenden Künstler waren: CaBri, Kirsten Kötter, Bernd Meyse, Frank Teufel, Marion Dörre, Martina Lauinger, Gudrun Scheible, Manuela Tirler, Mechthild Ehmann, Stephan Marienfeld, Reiner Schlestein, Pia Grambart, Hannes Metz, Sebastian Stöhrer.
Der Preis der 16. Skulpturenausstellung ging an den 1966 in Tuttlingen geborenen Bildhauer Frank Teufel für seine eleganten weißen Kalksteinskulpturen. Pia Grambart wurde für ihre farbenfroh-fröhlichen Betonfiguren der Publikumspreis zuteil.

## Skulpturen im Park 2012 (mit Werner Pokorny)
Zur 15. Skulpturenausstellung vom 5. August bis 9. September 2012 zeigte Werner Pokorny mehrere Großplastiken aus Corten-Stahl.

## Skulpturen im Park 2011 („Kunst-Stücke“)
Die 14. Skulpturenausstellung vom 7. August bis 11. September 2011 zeigte Skulpturen und Installationen aus Holz, Wachs, Holz und Flechtwerk, Sandstein, Epoxydharz, Lehm und Strohbau, Fahnenstoff, Stahlblech, Beton und Stahl.
Den ersten Preis erhielt Ingrid B. Honneth für ihre Arbeit burn out, der Publikumspreis ging an Elvira Chevalier. Die Teilnehmer waren: Reinhard Buxel, Elvira Chevalier, Immanuel Victor Eiselstein, Jürgen Heinz, Birgid Helmy, Ingrid B. Honneth, Kathrin Rabenort, Ulla Reiss, Kai Richter, Martina Schoder.

## Skulpturen im Park 2010 („Park-Sichten“)

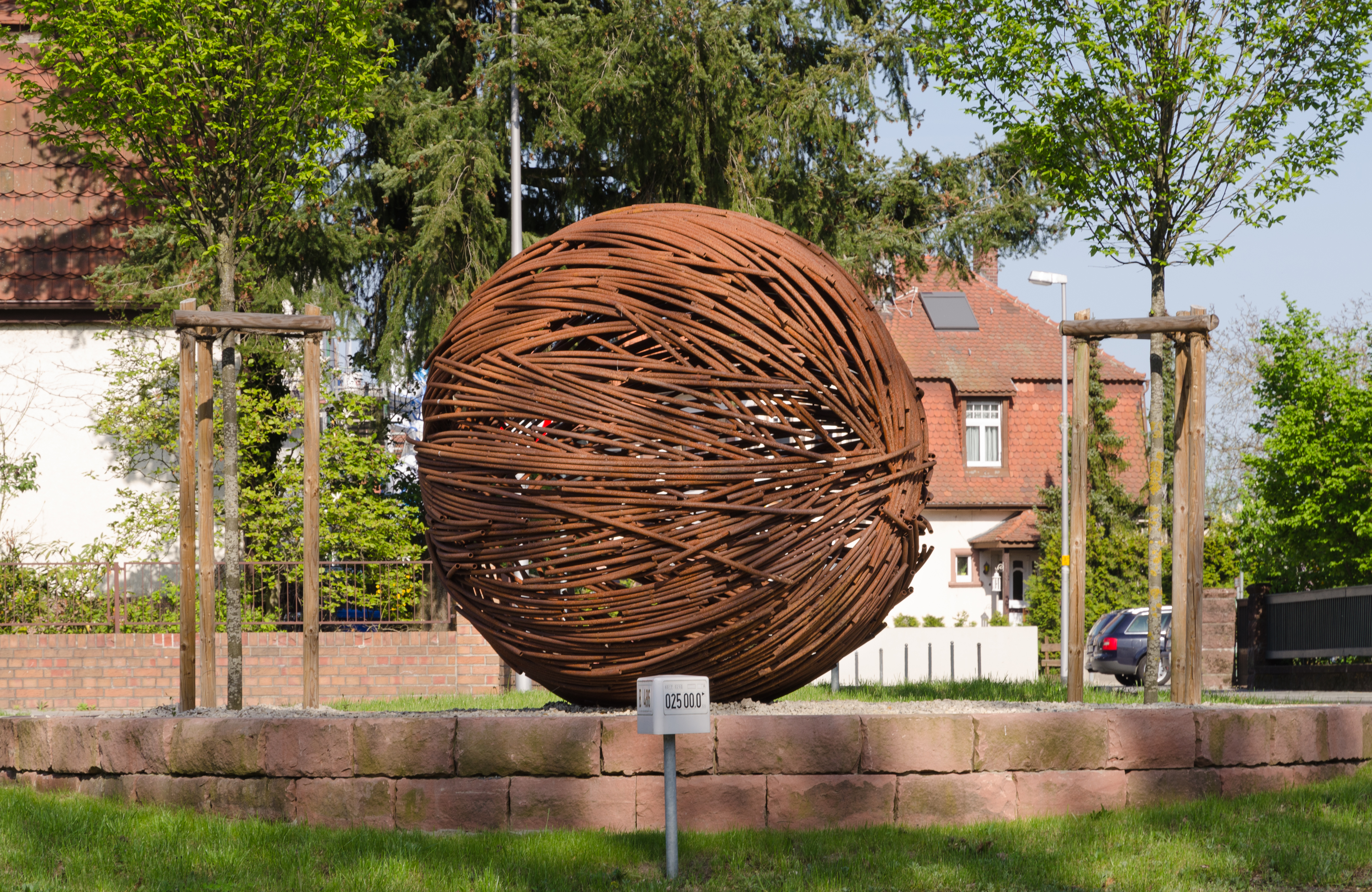
Gegen den Strich von Angelika Summa (2010)

Die Arbeiten der 13. Ausstellung (1. August bis 12. September 2010) nahmen in besonderem Maße Bezug auf ihre Umgebung, den Park. Der Preisträger der Skulpturenausstellung 2010 war Stephan Guber. Den Publikumspreis erhielt Rudolf J. Kaltenbach. Die Teilnehmer waren: Bruno Feger, Lutz Brockhaus, Judith Franke, Stephan Guber, Guido Häfner, Rudolf J. Kaltenbach, Joachim Kuhlmann, Roger Rigorth, Volker Schönhals, Rüdiger Seidt, Angelika Summa, Karina Wellmer-Schnell, Gerhard Völkle.

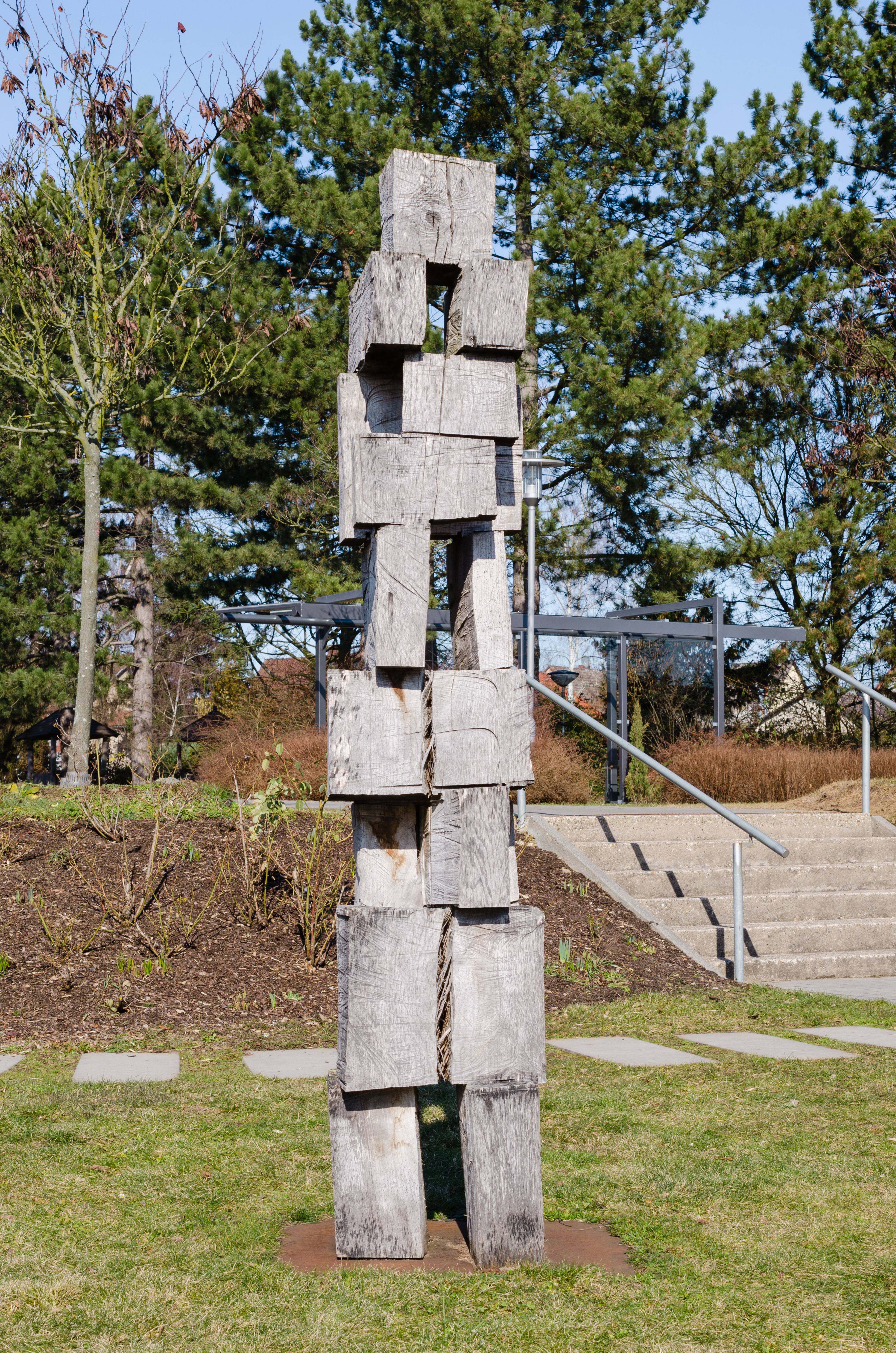
Balance-Spiel (2008) von Ortrud Sturm

## Skulpturen im Park 2009 („Starke Frauen braucht/hat das Land“)
12. Skulpturenausstellung fand statt vom 2. August bis 13. September 2009.
Preisträgerinnen des Skulpturenparks 2009 waren Trash/Treasure und Christiane Erdmann. Die Teilnehmer waren: Gisela Buchholz, Christiane Erdmann, Nicola Falley, Kathrin Gordan, Sieglinde Gros, Christine Hach, Gisela Hoffmann, Romana Menze-Kuhn, Wanda Pratschke, Sigrid Siegele, Ortrud Sturm, Trash/Treasure.

## Skulpturen im Park 2008 („Im Rausch der Farben“)

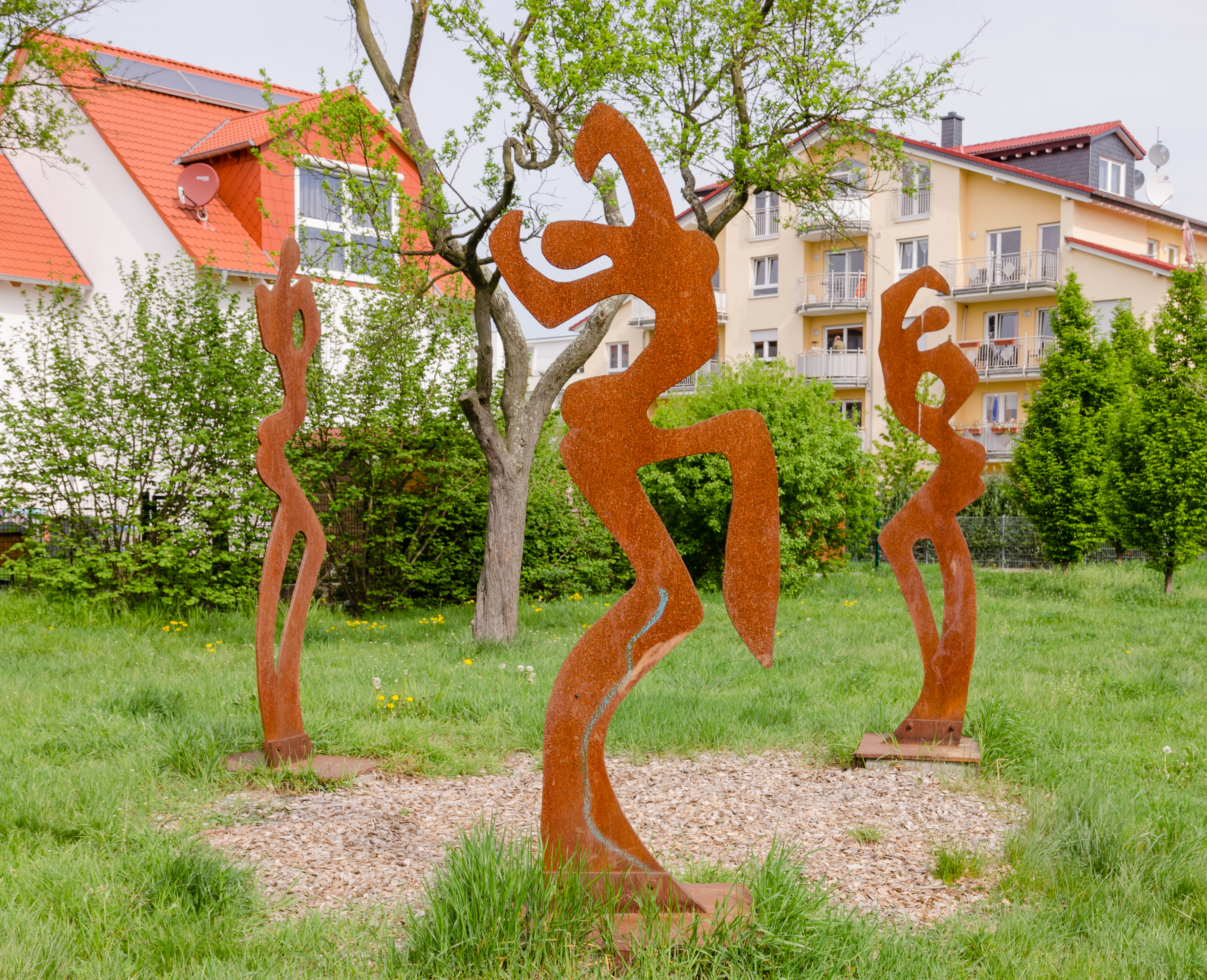
Drei Tänzerinnen von Gisela Buchholz (2008)

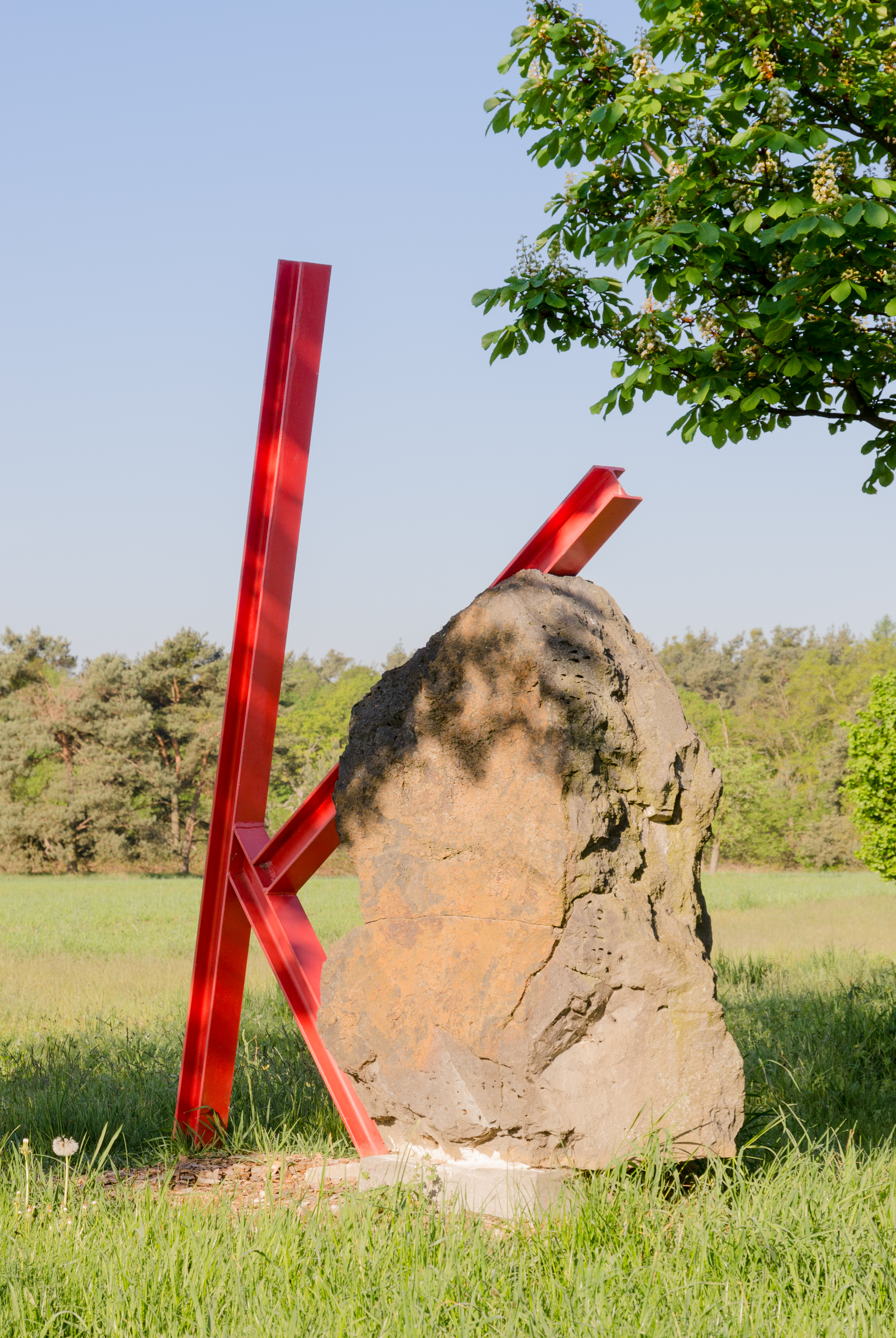
K von Alf Becker (2004)

Die 11. „Skulpturen im Park“ fanden statt vom 3. August bis 14. September 2008.
Die teilnehmenden Künstler waren: Alf Becker, Werner Berges, Gisela Buchholz, Nabo Gaß, Kristina Fiand und Ernst Groß, Ingrid Hornef, Herbert Mehler, Hella Nohl, Claudia Eva Nuovia, Willi Schmidt, Lothar Steckenreiter. Preisträger waren Nabo Gaß und Herbert Mehler.

## Skulpturen im Park 2007 (mit Ottmar Hörl)
Die 10. „Skulpturen im Park“ vom 5. August bis 16. September 2007 gestaltete Ottmar Hörl mit seiner Arbeit Der vergessene Traum.

## Skulpturen im Park 2006
Die 9. Skulpturenausstellung fand statt vom 6. August bis 17. September 2006.
Die teilnehmenden Künstler waren: Bernward Frank, Reinhard Grütz, Christine Hach, Ralf Klement, Gotthelf Schlotter, Sebastian Kuhn, Christian Ruckdeschel, Wolfgang Temme. Der 1. Preis ging an Sebastian Kuhn, der 2. Preis an Ralf Klement und Wolfgang Temme.

## Skulpturen im Park 2005
Die 8. Skulpturenausstellung fand statt vom 31. Juli bis 18. September 2005.
Die teilnehmenden Künstler waren: Wolfgang Aulbach, Susanne Auslender, Helga Jöster, Michael Post, Vera Röhm, Michael Siebel, Clemens M. Strugalla, Miriam Wetzel. Preisträger waren Michael Post (1. Preis) und Susanne Auslender (2. Preis).

## Skulpturen im Park 2004
Die 7. Ausstellung „Skulpturen im Park“ fand vom 1. August bis 19. September 2004 im Park am Bürgerhaus Mörfelden statt. Gezeigt wurden Werke von: Hans-Michael Kissel, Siegfried Kreitner, Livia Kubach & Michael Kropp, Bata Marianov, Tino Panse, Werner Pokorny, Thomas Putze, Uta Schade. Der 1. Preis ging an Hans-Michael Kissel, der 2. Preis an Uta Schade (2. Preis) und Thomas Putze.

## Skulpturen im Park 2003
Die 6. Ausstellung „Skulpturen im Park“ fand vom 3. August bis 21. September 2003 im Park am Bürgerhaus Mörfelden statt. Gezeigt wurden Werke von: Ruth Gindhart, Brigitte Noll-Heinz, Wanda Pratschke, Constantin Jaxy, Vladimir Kazan, Arthur Kostner, Roger Rigorth, Wolf Spemann. Der 1. Preis ging an Roger Rigorth, der 2. Preis an Wanda Pratschke und Wolf Speemann.

## Skulpturen im Park 2002
Die 5. Skulpturenausstellung fand statt vom 2. August bis 22. September 2002 im Park am Bürgerhaus Mörfelden. Die teilnehmenden Künstler waren: Bruno Feger, Maren Flößer, Detlef Kraft, Hannes Meinhard, Christa von Schnitzler, Gisela Nietmann, Ortrud Sturm, Rolf Urban, Thomas Vinson. Preisträger waren Ortrud Sturm, Bruno Feger und Thomas Vinson.

## Skulpturen im Park 2001
Die 4. Skulpturenausstellung fand statt vom 20. Juli bis 22. September 2001 im Park am Bürgerhaus Mörfelden. Die teilnehmenden Künstler waren: Klaus Duschat, Nicola Falley, Patrick Feldmann, Armin Göhringer, Sieglinde Gros, Bernhard Jäger, Bernhard Lehmann, Frank Pieperhoff. Preisträger waren Bernhard Lehmann (1. Preis) und Armin Göhringer (2. Preis).

## Skulpturen im Park 2000
Die 3. Skulpturenausstellung fand statt vom 5. August bis 31. August 2000 im Park am Bürgerhaus Mörfelden. Die teilnehmenden Künstler waren: Patrick Feldmann, Andreas Helm, Bichan Maschajechi, Filipe Mirante, Peter Pelikan, Sigrid Siegele, Peter Weber. Preisträger waren Sigrid Siegele (1. Preis) und Peter Weber (2. Preis).

## Skulpturen im Park 1999
Die 2. Skulpturenausstellung fand statt vom 14. August bis 5. September 1999 am evangelischen Gemeindezentrum Walldorf. Die teilnehmenden Künstler waren: Otto Schaffner, Monika Agethen, Kathrin Gordan, Anka Schoneweg-Merk.

## Skulpturen im Park 1998
Die 1. Skulpturenausstellung fand statt vom 7. August bis 30. September 1998 im Park am Bürgerhaus Mörfelden. Die teilnehmenden Künstler waren: E. R. Nele, Kathrin Gordan, Christfried Präger, Otto Schaffner.